# Font Freda (la Vileta)
La Font Freda és una font del municipi de Tremp (Pallars Jussà) a l'antic terme de Fígols de Tremp, en territori de l'antiga caseria de la Vileta. És a 815 msnm, al nord-oest de la Vileta, en el coster que des d'aquesta caseria davalla cap al fons de la vall. Queda a l'esquerra del barranc de la Vileta, i a la dreta del seu afluent, un segon barranc també anomenat de la Vileta, que baixa pel costat de ponent de l'antiga caseria.